# Shin Meiwa US-1
Shin Maiwa US-1 — японский самолёт амфибия, предназначенный для Морских сил самообороны Японии, использующийся в качестве противолодочного и поисково-спасательного самолёта.

## Модификации
- PS-X — прототип. Построено 2 экземпляра.
- PS-1 — противолодочная модификация. Построен 21 экземпляр.
- US-1A — поисково-спасательная модификация. Построено 20 экземпляров.

## Операторы
- Япония - 2

## Тактико-технические характеристики
Источник данных: Jane's All The World's Aircraft 1965-66

Технические характеристики
- Экипаж: 9 человек
- Пассажировместимость: 20 человек
- Длина: 33,46 м
- Размах крыла: 33,15 м
- Высота: 9,95 м
- Площадь крыла: 135,8 м²
- Масса пустого: 23300 кг
- Максимальная взлётная масса: 45000 кг
- Силовая установка:  ×
- Мощность двигателей:  × 3493 ( × 2605)

Лётные характеристики
- Максимальная скорость: 511 км/ч
- Крейсерская скорость: 426 км/ч
- Практическая дальность: 3817 км
- Практический потолок: 7195 м
- Скороподъёмность: 8 м/с